# Provinciale Statenverkiezingen 1970
De Provinciale Statenverkiezingen 1970 waren Nederlandse verkiezingen die op 18 maart 1970 werden gehouden voor de leden van Provinciale Staten in de elf provincies.

## Aanloop
Om stemgerechtigd te zijn diende men de Nederlandse nationaliteit te hebben, op de dag van de stemming ten minste 21 jaar oud te zijn en op de dag van de kandidaatstelling te wonen in de provincie waarvoor de verkiezing plaatsvond. Nederlanders die in het buitenland woonden en niet ingeschreven stonden in een Nederlandse gemeente hadden geen stemrecht bij deze verkiezingen.
Ingezetenen van het Openbaar Lichaam Zuidelijke IJsselmeerpolders hadden geen stemrecht bij deze verkiezingen. Het Openbaar Lichaam Zuidelijke IJsselmeerpolders was nog niet ingedeeld bij een provincie.

## Uitslagen

### Opkomst (Nederland-totaal)
|                  | 1966      | 1966      | 1970      | 1970  |
| # stemmen        | %         | # stemmen | %         |       |
| ---------------- | --------- | --------- | --------- | ----- |
| Kiesgerechtigden | 7.363.273 |           | 7.901.005 |       |
| Niet opgekomen   | 401.473   | 5,45      | 2.458.722 | 31,12 |
| Opkomst          | 6.961.800 | 94,55     | 5.442.283 | 68,88 |
| Ongeldig/blanco  | 211.961   | 3,04      | 62.647    | 1,15  |
| Geldige stemmen  | 6.749.839 | 96,96     | 5.379.636 | 98,85 |

### Uitslagen per provincie naar partij
| Provincie       | Aantal zetels per partij | Aantal zetels per partij | Aantal zetels per partij | Aantal zetels per partij | Aantal zetels per partij | Aantal zetels per partij | Aantal zetels per partij | Aantal zetels per partij | Aantal zetels per partij | Aantal zetels per partij | Aantal zetels per partij | Aantal zetels per partij | Aantal zetels per partij | Aantal zetels per partij | Aantal zetels per partij |
| Provincie       | KVP                      | ARP                      | CHU                      | PvdA                     | PPR                      | PSP                      | VVD                      | D66                      | CPN                      | SGP                      | BP                       | GPV                      | BR                       | overig                   | totaal                   |
| --------------- | ------------------------ | ------------------------ | ------------------------ | ------------------------ | ------------------------ | ------------------------ | ------------------------ | ------------------------ | ------------------------ | ------------------------ | ------------------------ | ------------------------ | ------------------------ | ------------------------ | ------------------------ |
| Groningen       | 2                        | 10                       | 5                        | 18                       | 0                        | 1                        | 7                        | 2                        | 8                        | -                        | 0                        | 2                        | 0                        | -                        | 55                       |
| Friesland       | 25                       | 25                       | 25                       | 20                       | 20                       | 20                       | 4                        | 2                        | 1                        | 0                        | 0                        | 1                        | 0                        | 2                        | 55                       |
| Drenthe         | 3                        | 7                        | 5                        | 19                       | 19                       | 19                       | 7                        | 2                        | 2                        | -                        | 1                        | 1                        | 0                        | -                        | 47                       |
| Overijssel      | 15                       | 6                        | 8                        | 16                       | 16                       | 16                       | 5                        | 3                        | 2                        | 2                        | 1                        | 1                        | 0                        | 0                        | 59                       |
| Gelderland      | 19                       | 6                        | 9                        | 18                       | 1                        | 0                        | 8                        | 4                        | 0                        | 3                        | 2                        | 0                        | 1                        | 0                        | 71                       |
| Utrecht         | 12                       | 6                        | 7                        | 15                       | 15                       | 15                       | 10                       | 5                        | 1                        | 2                        | 0                        | 1                        | 0                        | -                        | 59                       |
| Noord-Holland   | 14                       | 5                        | 4                        | 21                       | 2                        | 2                        | 13                       | 9                        | 8                        | 0                        | 1                        | 0                        | 0                        | 0                        | 79                       |
| Zuid-Holland    | 12                       | 9                        | 8                        | 25                       | 1                        | 1                        | 12                       | 8                        | 3                        | 4                        | 0                        | 0                        | 0                        | -                        | 83                       |
| Zeeland         | 6                        | 6                        | 7                        | 13                       | 2                        | -                        | 5                        | 2                        | 0                        | 5                        | 1                        | 0                        | -                        | 0                        | 47                       |
| Noord-Brabant   | 47                       | 4                        | 4                        | 10                       | 10                       | 0                        | 6                        | 6                        | 1                        | 0                        | 1                        | 0                        | 0                        | -                        | 75                       |
| Limburg         | 40                       | 40                       | 40                       | 6                        | 3                        | 1                        | 3                        | 4                        | 1                        | -                        | 1                        | -                        | 0                        | -                        | 59                       |
| totaal          | 130                      | 55                       | 53                       | 101                      | 9                        | 5                        | 80                       | 47                       | 27                       | 16                       | 8                        | 6                        | 1                        | 2                        | 689                      |
| totaal          | 69                       | 69                       | 69                       | 80                       | 80                       | 80                       | 80                       | 47                       | 27                       | 16                       | 8                        | 6                        | 1                        | 2                        | 689                      |
| +/− t.o.v. 1966 | −69                      | −11                      | −19                      | −69                      | +9                       | −19                      | +15                      | +47                      | +14                      | +5                       | −36                      | +3                       | +1                       | +1                       | +16                      |
| +/− t.o.v. 1966 | +64                      | +64                      | +64                      | +80                      | +80                      | +80                      | +15                      | +47                      | +14                      | +5                       | −36                      | +3                       | +1                       | +1                       | +16                      |

Een "-" in de tabel betekent dat de betreffende partij bij de verkiezingen van 1970 in de betrokken provincie geen kandidatenlijst heeft ingediend.

## Eerste Kamerverkiezingen
De leden van Provinciale Staten kozen bij de Eerste Kamerverkiezingen op 29 april 1971 in vier kiesgroepen een geheel nieuwe Eerste Kamer.
Provinciale Statenverkiezingen zijn daarmee behalve provinciaal ook nationaal van belang.
1910 · 
1913 · 
1916 · 
1919 · 
1923 · 
1927 · 
1931 · 
1935 · 
1939 · 
1946 · 
1950 · 
1954 · 
1958 · 
1962 · 
1966 · 
1970 · 
1974 · 
1978 · 
1982 · 
1985 · 
1987 · 
1991 · 
1995 · 
1999 · 
2003 · 
2007 · 
2011 · 
2015 · 
2019 · 
2023